# Paolino Caliari
Paolo Caliari, conosciuto come Paolino Caliari, (Verona, 22 luglio 1764 – Verona, 23 aprile 1835) è stato un pittore italiano attivo a Verona.
Il diminutivo Paolino si deve alla necessità di distinguerlo dal ben più noto Paolo Caliari, detto il "Veronese". Il 30 agosto 1788 ottenne il diploma presso l'accademia di Verona, dove fu allievo di Prospero Schiavo, a sua volta discepolo di Giambettino Cignaroli. La stessa accademia lo onorò nel 1792 e nei due anni successivi del premio Lorgna per dei suoi lavori a encausto, tecnica in cui si era specializzato anni prima. Nel 1808 divenne maestro dell'Accademia, professione che esercitò fino alla fine della sua vita. Tra le sue opere figura la pala d'altare raffigurante Sacro Cuore di Gesù in gloria e ai lati san Benedetto da Norcia e la beata Caterina da Raconigi realizzata con il figlio Giovanni Caliari per il terzo altare di destra della chiesa dei Santi Nazaro e Celso a Verona e che firmarono «PAOLO ET JOVANES CALIARI - V. PIN - MDCCCXXVI».